# 実況パワフルプロ野球2009
『実況パワフルプロ野球2009』（じっきょう ぱわふるぷろやきゅうにせんきゅう）は、2009年3月19日にコナミデジタルエンタテインメントから発売したPlayStation 2用最後のパワプロシリーズ。家庭用ゲーム機で発売された作品では『2002春』以来の西暦表記の作品である。

## 概要
今作は『実況パワフルプロ野球15』をベースに、選手データや球場のデータを更新し、サクセスモードも新たなモード（ドリームJAPAN編）が追加されてはいるが、基本的には再録したものである。システムの大きな変更なども無いため、『実況パワフルプロ野球15決定版』といった印象が強くなっている。従来同年内の末（12月半ば辺りが多い）に『決定版』として出されるものとほぼ同じ扱いである。
ちなみに『MAZDA Zoom-Zoom スタジアム広島』、サクセスモードの『白球ドリーム編』は、パスワードを入力することによって登場する。
姉妹作として、同時発売のWii専用ソフト『実況パワフルプロ野球NEXT』があるが、『2009』は収録されている野球モードや野球画面が『15』を継承しているのに対して、『NEXT』はそれらが一新されているため、『NEXT』は『15』の『決定版』、『2009のWii版』という扱いではない。キャラクターも一新されており、タイトルは違えど内容はほぼ同一であった『パワプロ14』・『パワプロWii』とは対照的である。
千葉ロッテマリーンズによるプレミアムキャンペーンが行われた。

## 前作との変更点

### 野球部分
- 3月発売であったため、新入団選手以外のデータは基本的に2008年終了時のものである。新入団選手は能力が低めに設定されている。

### サクセスモード
- 今作のサクセスモードは、監督という立場から高校選手を育成する「栄冠ナイン」、既存日本人選手を育成する「ドリームJAPAN」、15のメインサクセス「白球ドリーム」の3本。新規シナリオは収録されない。また、上記の通り「白球ドリーム」は隠しシナリオであり、シナリオ選択画面でコマンドを入力することによりプレイ可能になる[5]。

各シナリオの詳細は実況パワフルプロ野球14（ドリームJAPAN）、実況パワフルプロ野球15（栄冠ナイン、白球ドリーム）を参照。